# Wartmannstetten
Wartmannstetten là một thị xã thuộc huyện Neunkirchen trong bang Niederösterreich.